# Septian David Maulana
Septian David Maulana (sinh ngày 2 tháng 9 năm 1996) là một cầu thủ bóng đá người Indonesia hiện tại thi đấu ở vị trí tiền vệ cho Mitra Kukar and the đội tuyển quốc gia Indonesia.

## Sự nghiệp câu lạc bộ
Vào tháng 12 năm 2014, Septian ký hợp đồng với Mitra Kukar. Anh có màn ra mắt ngày 5 tháng 4 năm 2015 sau khi thay cho Jajang Mulyana ở phút 73, kết thúc bằng thất bại 1–0 trước Persebaya Surabaya trên Sân vận động Gelora Bung Tomo. Trong trận đấu tiếp theo, anh ghi bàn thắng đầu tiên ở phút 35 vào lưới Gresik United.

## Thống kê sự nghiệp

### Câu lạc bộ
Tính đến 12 tháng 4 năm 2015.
| Câu lạc bộ  | Mùa giải            | Giải vô địch           | Giải vô địch | Giải vô địch | Piala Indonesia | Piala Indonesia | Châu Á  | Châu Á    | Khác    | Khác      | Tổng    | Tổng      |
| Câu lạc bộ  | Mùa giải            | Hạng đấu               | Số trận      | Bàn thắng    | Số trận         | Bàn thắng       | Số trận | Bàn thắng | Số trận | Bàn thắng | Số trận | Bàn thắng |
| ----------- | ------------------- | ---------------------- | ------------ | ------------ | --------------- | --------------- | ------- | --------- | ------- | --------- | ------- | --------- |
| Mitra Kukar | 2015                | Indonesia Super League | 2            | 1            | —               | —               | —       | —         | —       | —         | 2       | 1         |
| Mitra Kukar | Tổng                | Tổng                   | 2            | 1            | 0               | 0               | —       | —         | —       | —         | 2       | 1         |
| Mitra Kukar | Tổng cộng sự nghiệp | Tổng cộng sự nghiệp    | 2            | 1            | 0               | 0               | —       | —         | —       | —         | 2       | 1         |

### Quốc tế
| Đội tuyển quốc gia Indonesia | Đội tuyển quốc gia Indonesia | Đội tuyển quốc gia Indonesia |
| Năm                          | Số trận                      | Bàn thắng                    |
| ---------------------------- | ---------------------------- | ---------------------------- |
| 2016                         | 2                            | 0                            |
| 2017                         | 4                            | 2                            |
| Tổng cộng                    | 7                            | 2                            |

### Bàn thắng quốc tế
Tỉ số và kết quả liệt kê bàn thắng của Indonesia trước.
| #  | Ngày                | Địa điểm                                           | Đối thủ   | Tỉ số | Kết quả | Giải đấu         |
| -- | ------------------- | -------------------------------------------------- | --------- | ----- | ------- | ---------------- |
| 1. | 4 tháng 10 năm 2017 | Patriot Chandrabhaga, Bekasi, Indonesia            | Campuchia | 3–1   | 3–1     | Giao hữu         |
| 2. | 2 tháng 12 năm 2017 | Sân vận động Harapan Bangsa, Banda Aceh, Indonesia | Brunei    | 2–0   | 4–0     | Tsunami Cup 2017 |

## Danh hiệu
- Quốc tế

Đại hội Thể thao Đông Nam Á: 2017 Bronze medal (1)
- Cá nhân

Liga 1: Bàn thắng đẹp nhất 2017
Liga 1: Đội hình tiêu biểu 2017 (Tiền đạo phải)